# Bizzarrini
Bizzarrini S.p.A. est un fabricant italien d'automobiles dans les années 1960, fondé par l'ancien ingénieur d'Alfa Romeo, Ferrari et ISO, Giotto Bizzarrini. La société construit un petit nombre de voitures de sport et de course très développées et avancées  avant d'échouer en 1969.
Parmi les modèles remarquables, on trouve la 5300 GT Strada et la P538S. À l'origine, Prototipi Bizzarrini s.r.l., la société devient Bizzarrini S.p.A. en 1966. La marque Bizzarrini est relancée avec quelques concept-cars dans les années 2000.

## Giotto Bizzarrini
Giotto Bizzarrini est né à Livourne, en Italie, en 1926 et mort  en 2023 à l'âge de 96 ans. Son père était un riche propriétaire terrien, qui venait d'une famille avec de fortes racines toscanes et de la ville de Livourne. Son grand-père, également nommé Giotto Bizzarrini, est un biologiste qui travailla avec Guglielmo Marconi sur ses inventions, en particulier la radio, à la suite de laquelle l'un des départements de la Bibliothèque de Livourne a été nommée La Bibliothèque Bizzarrini.

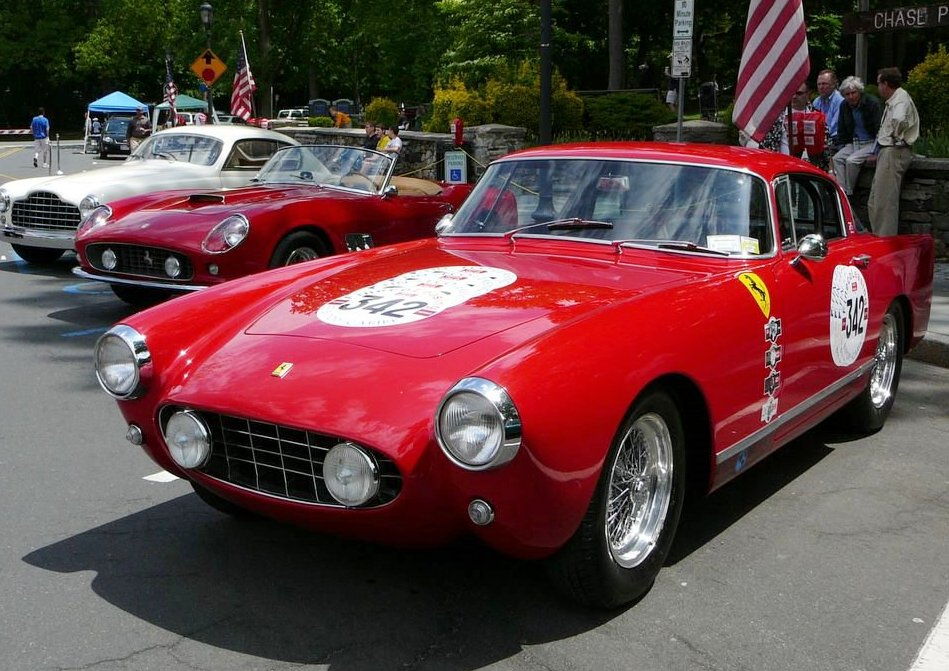
1959 GT Boano

Bizzarrini est diplômé ingénieur à l'université de Pise en 1953. Il a enseigné brièvement avant de rejoindre Alfa Romeo en 1954. Il a travaillé pour Alfa Romeo de 1954 à 1957. Il a commencé à travailler pour Ferrari en 1957, pour devenir finalement contrôleur du développement des voitures expérimentales, de Sport et GT. Il a travaillé chez Ferrari en tant que développeur, concepteur, pilote d'essai et ingénieur en chef pendant cinq ans. Ses travaux comprennent la Ferrari 250 TR, la Ferrari 250 GT SWB (Berlinette Empattement Court ou Passo Corto), et la Ferrari 250 GTO de 1962.
Bizzarrini a été congédié par Ferrari pendant la « révolte de palais » de 1961. Il fit partie de Automobili Turismo e Sport (ATS), une compagnie créée par d'ex-ingénieurs Ferrari pour construire une monoplace de Formule 1 et une voiture de sport GT, l'ATS Serenissima.
L'un des bailleurs de fonds d'ATS, le Comte Giovanni Volpi, propriétaire de la Scuderia Serenissima, embaucha Bizzarrini pour mettre à niveau une Ferrari 250 GT SWB, portant le numéro de châssis #2819GT, aux spécifications GTO. Cela a abouti à la Ferrari 250 GT SWB Drogo, également connue comme la "Breadvan".
La société d'ingénierie Societa Autostar de Bizzarrini fut chargée de concevoir un moteur V-12 pour une GT à construire, par une autre client Ferrari  insatisfait, Ferruccio Lamborghini. Lamborghini considéra le moteur trop tendu, et ordonna qu'il soit amoindri.

## Iso Rivolta

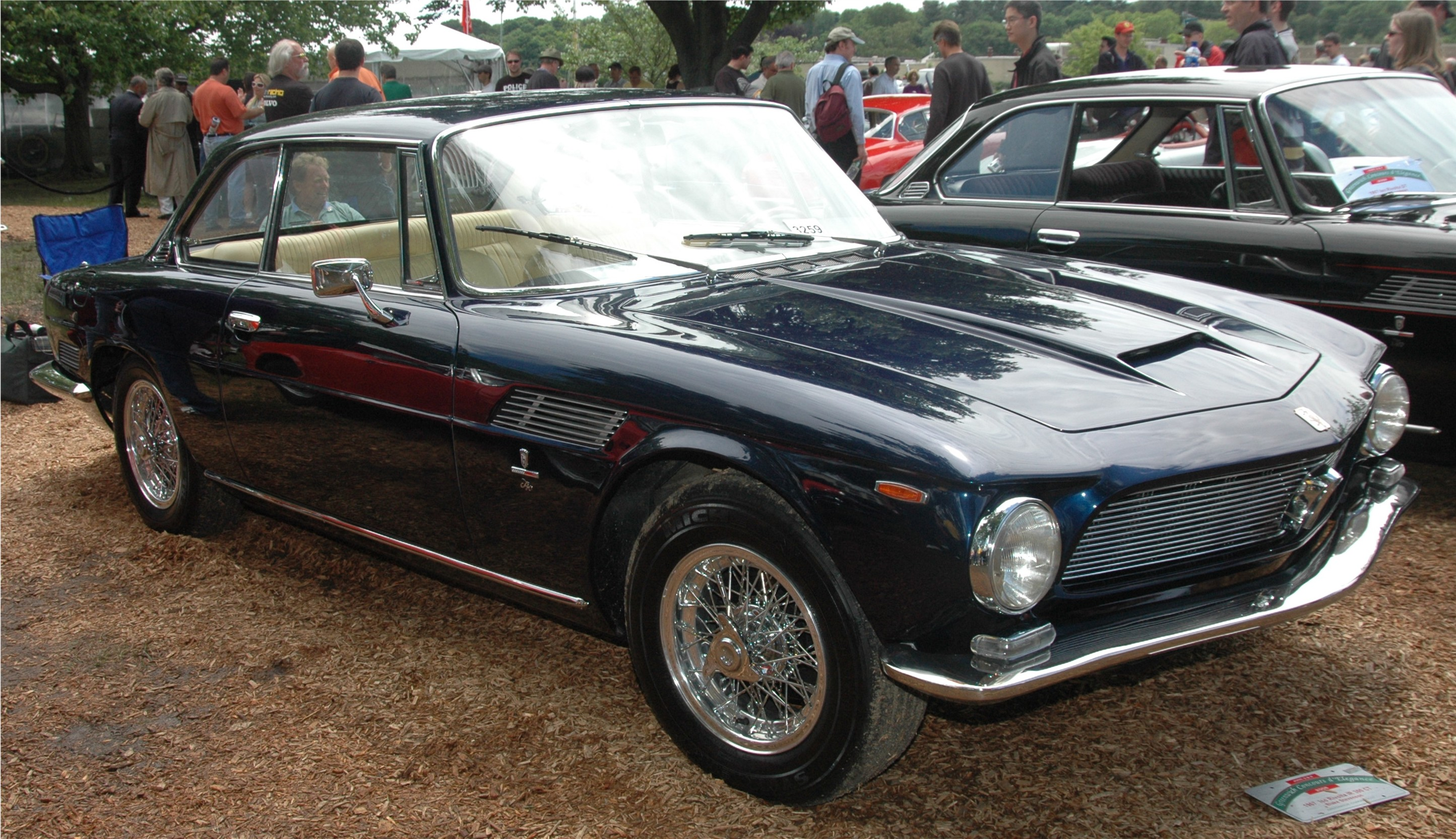
1967 Iso Rivolta IR 300 Coupé GT

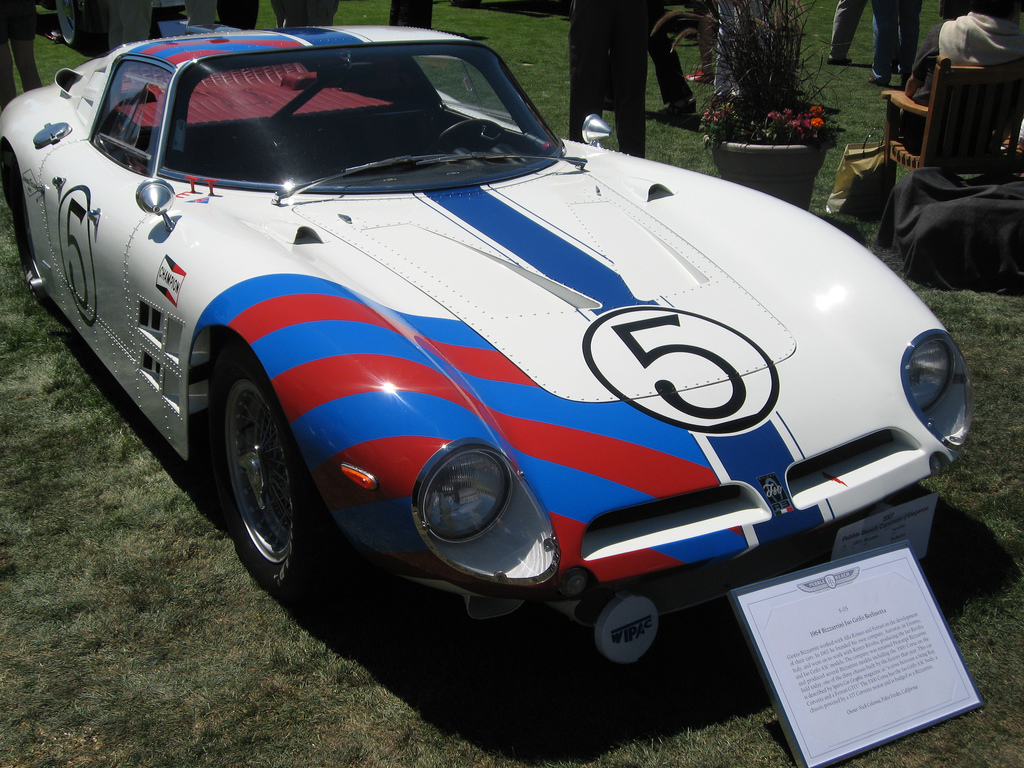
1964 Bizzarrini Iso Grifo Berlinetta 5300 Corsa (coque Grifo AC3 et moteur de Chevrolet Corvette de 5360 cm3.

Bizzarrini travaille depuis 1964 pour Iso Rivolta et développe trois modèles: l'Iso Rivolta GT et les deux versions A3L et A3C de l'Iso Grifo. Son travail était de développer un châssis en tôle d'acier emboutie pour les voitures Iso. Renzo Rivolta l'embaucha comme consultant au projet Iso Gordon GT qui devint l'Iso Rivolta GT. Le prototype de l'Iso Gordon GT a été développé à partir de la Gordon-Keeble. La Gordon Keeble GT a été conçue en 1960 par Giugiaro. Bizzarrini testa la voiture et fut impressionné par le puissant moteur V8 de Corvette et l'Essieu De Dion utilisé à l'arrière pour la GT:
'Rivolta m'a fait tester le prototype. J'ai aimé son essieu De Dion, et surtout le moteur de la Corvette. C'était la première fois que j'en conduisais une. Elle était supérieure aux moteurs Ferrari, ayant la même puissance mais avec une réponse de l'accélérateur plus immédiate.'

L'Iso Rivolta GT était un beau coupé deux portes quatre places dessiné par Giugiaro, offrant la vitesse, le confort et la maniabilité, qui fut un beau succès pour ISO, avec 799 unités vendues. Alimenté par un moteur Chevrolet Corvette V8 de 5.360 cm³, la voiture avait une suspension classique De Dion à l'arrière et une carrosserie monocoque en acier sur un châssis en  acier embouti. Dévoilée à la presse en 1963, la production de la voiture a continué jusqu'en 1970.

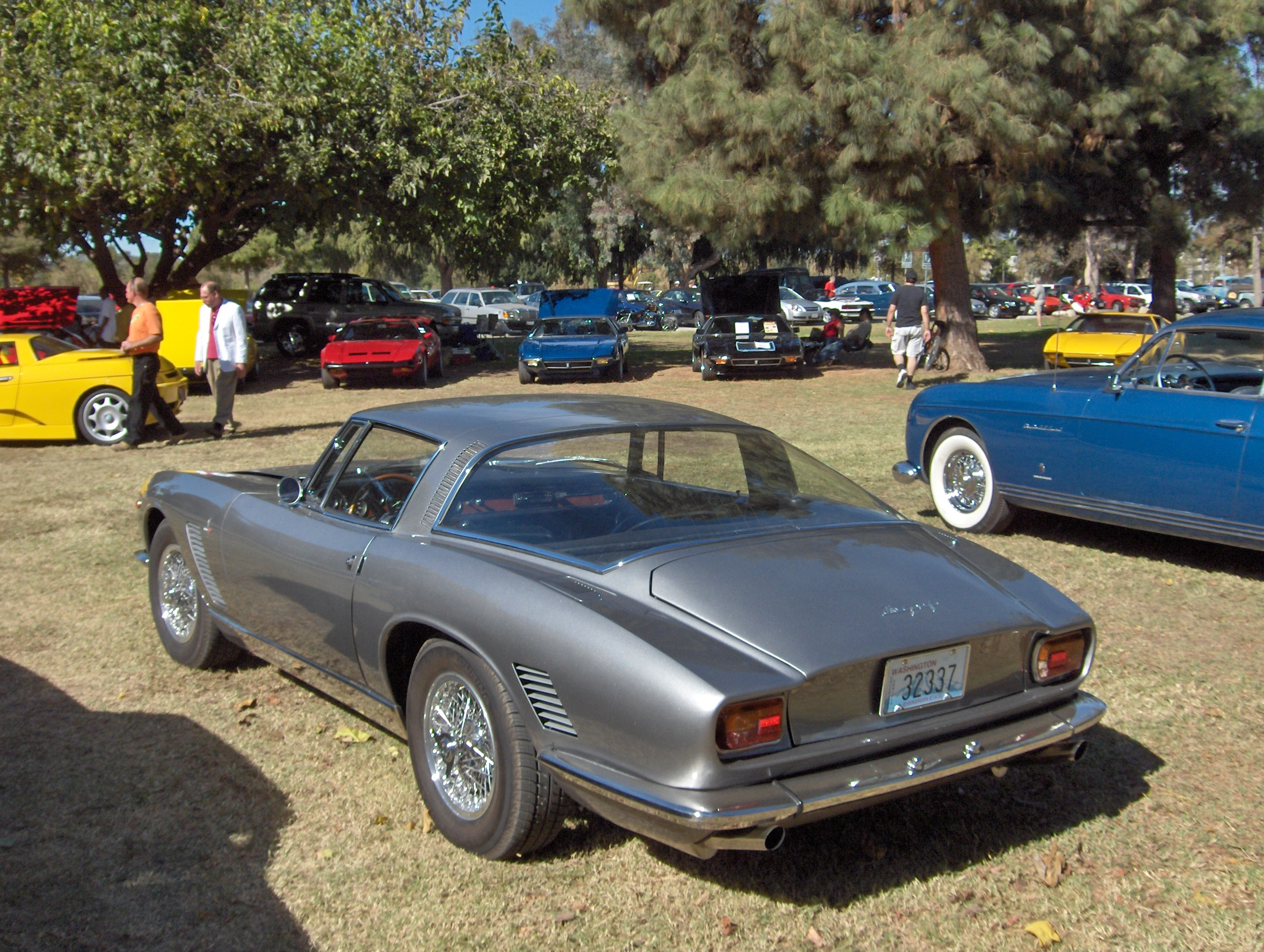
Iso Grifo de Série I, vue de l'arrière

### ISO Grifo
L'Iso Grifo A3L était une monstrueuse idée pour un super coupé. Le L vient de Lusso, qui signifie Luxe. Le résultat de la brillante collaboration entre Giugiaro et Bizzarrini était basé sur un raccourcissement du châssis de l'Iso Rivolta GT et fut présenté au salon de Turin de 1963. La Grifo a incarné le style italien des années 1960 avec sa carrosserie basse et large faite à la main. Elle fut la  voiture de production la plus rapide testée par le Magazine Autocar en 1966, avec une vitesse de pointe de 260 km/h. Les versions ultérieures de la Grifo étaient alimentés par un gros moteur Chevrolet Corvette délivrant 435 ch (324 kW). Ces 90 unités faites à la main se distinguent par le relèvement du capot. Certaines de ces Iso Grifo 7 Litri seront reconstruites plus tard avec des moteurs encore plus gros.
L'idée de Bizzarrini était d'utiliser les voitures 3AL en compétition. Les versions de compétition de la Grifo est nommée Iso Grifo A3C, C pour Competizione ou Corsa. Une nouvelle carrosserie légère en aluminium riveté est conçue et construite par Piero Drogo. C'était une machine agressive, orientée vers les courses d'endurance. Elle utilise des fondements ISO, mais le moteur a été déplacé plus loin en arrière dans le châssis de la Grifo A3L, en saillie loin dans l'habitacle, équipée d'arbres à cames chauds et alimenté par quatre gros carburateurs Weber, donnant plus de 400 ch (298 kW).
Environ 29 voitures de sport A3C furent construites sous le nom ISO. Cinq de ces 29 voitures étaient à carrosserie en plastique et fibre de verre par Piero Drogo, de la Carrozzeria Sports Cars de Modène. Les A3C ont été largement courues. Certaines voitures sont alignées en 1964 et 1965 aux 24 heures du Mans, en 1965 au Nürburgring 1000 et à Sebring. Elles réalisèrent une victoire de classe au Mans les deux années et une 9e place en 1965 sans aucun soutien d'usine. L'A3C fut l'une des voitures les plus rapides au Mans dans la ligne droite des Hunaudières ces deux années.

## Bizzarrini S.p.A.
En raison de la complexité de traiter avec ISO, Bizzarrini quitta en 1964 et fonda la Societa Prototipi Bizzarrini (Bizzarrini S.p. A), qui a produit quelque 140 voitures jusqu'en 1969 dans son usine de Livourne.

### Course
Giotto Bizzarrini était un concepteur et constructeur de voitures de course . Probablement l'une des sources de désaccord entre Renzo Rivolta et Giotto Bizzarrini a été le désir de Bizzarrini de construire des voitures de course alors que Renzo Rivolta voulait créer des voitures GT de haute qualité et des voitures familiales. Ils décidèrent de se séparer en 1964.
Bizzarrini a eu un succès mitigé en course. La pénombre pour Bizzarrini a certainement été les 12 Heures de Sebring, le 27 mars 1965, où les voitures Iso et Bizzarrini ont été fortement accidentées, terminant en perte totale..
Le point culminant est venu plus tard la même année aux 24 Heures du Mans, les 19 et 20 juin 1965 où une Iso Grifo/Bizzarrini remporta la classe 5000 CC et plus, et termina neuvième.
12 Heures De Sebring 1965
C. Rino Argento aida Bizzarrini à gérer les voitures de course au cours de cette terrible semaine de juin 1965 à Sebring. Il a écrit un compte-rendu détaillé de cette semaine qui fut initialement publié dans le Griffon, le magazine  du Club des Propriétaires Iso Et Bizzarrini.
La voiture n° 8 pilotée par Silvio Moser est sortie de piste en raison d'une défaillance de freins et s'est écrasée dans un bus VW. Personne n'a été blessé, mais la voiture est en perte totale.
Plus tard, au cours d'une très violente tempête de pluie, la voiture N° 9 pilotée par Mike Gammino dérapa en aquaplanage, frappa la passerelle pour piétons et fut coupée en deux. La voiture se sectionna  juste derrière le pilote et Mike Gammino ne sut pas à quel point il frôla la mort avant de sortir de la voiture.
Le célèbre constructeur de voitures de course californien Max Balchowsky était également à Sebring et aida l'équipe Bizzarrini. Il a pris toutes les pièces des deux voitures de course Iso/Bizzarrini dans son atelier dans le Sud de la Californie avec l'intention de construire une Iso/Bizzarrini avec les morceaux des deux voitures détruites. Cette voiture de course Iso/Bizzarrini recréée n'a plus jamais été vue.
Il y eut une fin morbide à la semaine : un accident d'avion tua le partisan d'Iso et de Bizzarrini Mitch Michelmore et son fils, sur leur chemin de retour vers la Californie. Michelmore ”avait une concession Chevrolet à Reseda, en Californie, et il vendait quelques Iso Rivolta; il était enthousiaste pour ces voitures et intéressé dans la version de course (les Grifo), et envisageait sérieusement une activité de vente dans ce pays”, selon C. Rino Argento.
Argento résuma la semaine: “Ce fut la fin d'une terrible semaine et la douleur était insupportable pour moi, l'organisateur de cette aventure! En grande partie à cause de mon initiative et planification, tous ces gens s'étaient rassemblés à Sebring pour ce qui était censé être une course amusante, intéressante, avec succès et rentable et elle s'est avérée être un désastre humain et matériel!”

### 5300 Strada
En 1966, Bizzarrini S.p.A. sortit une superbe "street legal" Grifo A3C nommée Bizzarrini 5300 GT Strada (ou Bizzarrini 5300 GT America, selon le marché). La forme de la carrosserie et les pièces mécaniques sont les mêmes que l'Iso A3C, résultant en un coupé puissant et sensuel de 43 pouces (1,09 m) de hauteur.

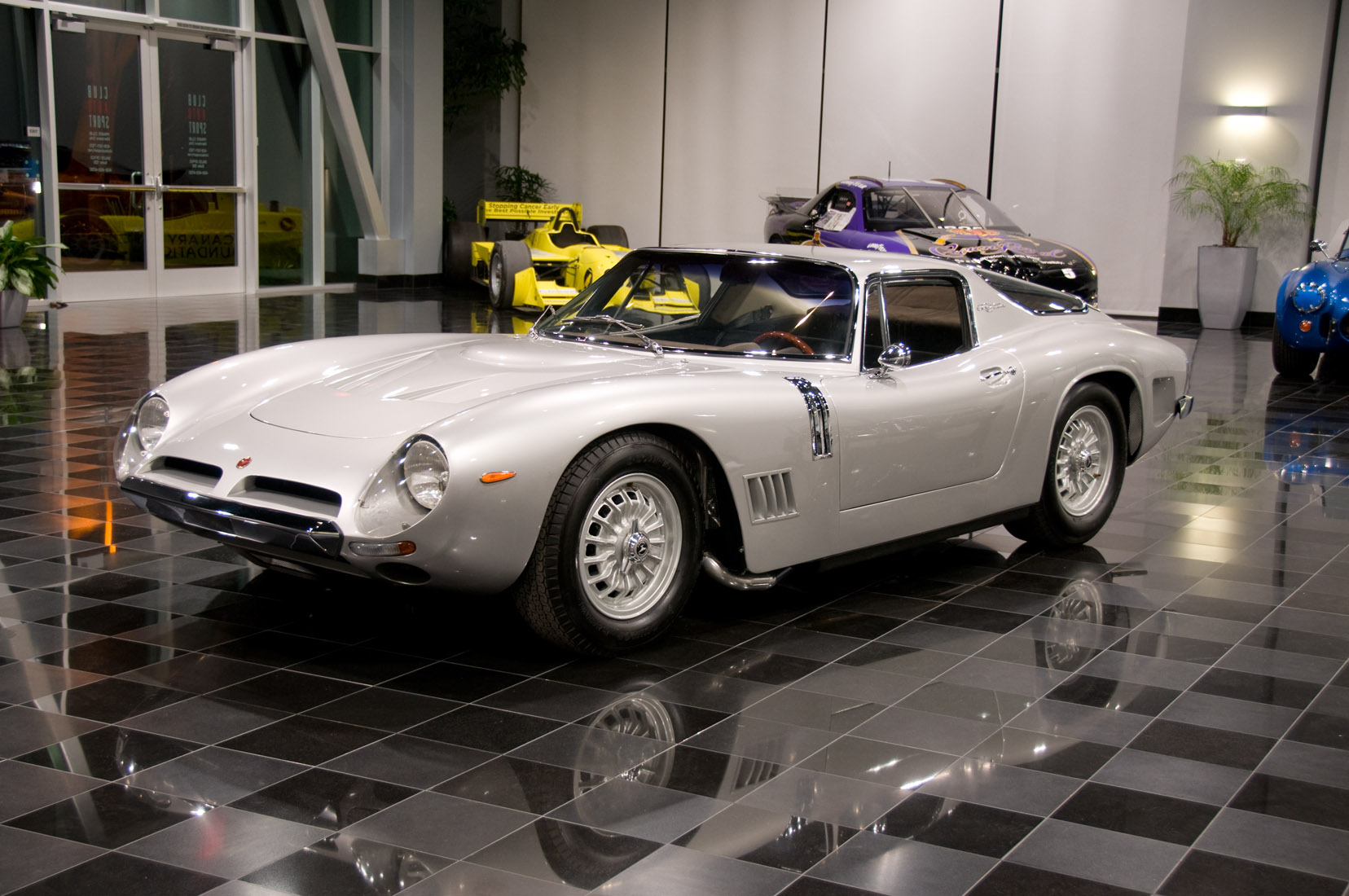
Bizzarrini 5300 GT de 1966 Châssis N° 0256

Au moins trois 5300 ont été aménagées en version  spyder/targa de style Italien, toutes survivent et sont actuellement détenues par la même personne.

### 1900 GT Europa
Bizzarrini a également réussi un projet d'une 5300 GT réduite. Conçue pour GM-Opel, il était basé sur la plate-forme Opel 1900. La proposition de Bizzarrini était plus agressive et présentait bien. C'était un bébé 5300 GT. La production de l'Opel GT a été conçue par les stylistes de l'usine et le résultat est moins agressif, mais la voiture est toujours belle. Bizzarrini a alors décidé de construire la voiture lui-même. Environ 17 prototypes ont été achevés. La voiture est officiellement nommée Bizzarrini 1900 GT Europa. L'une de ces voitures a une carrosserie barchetta. Certaines voitures sont alimentées par des moteurs quatre cylindres de 1300 et 1600 cm³ provenant de GM, Alfa Romeo et FIAT. Il y a même une version de course très développée avec un système d'injection de carburant SPICA. 

### P538S

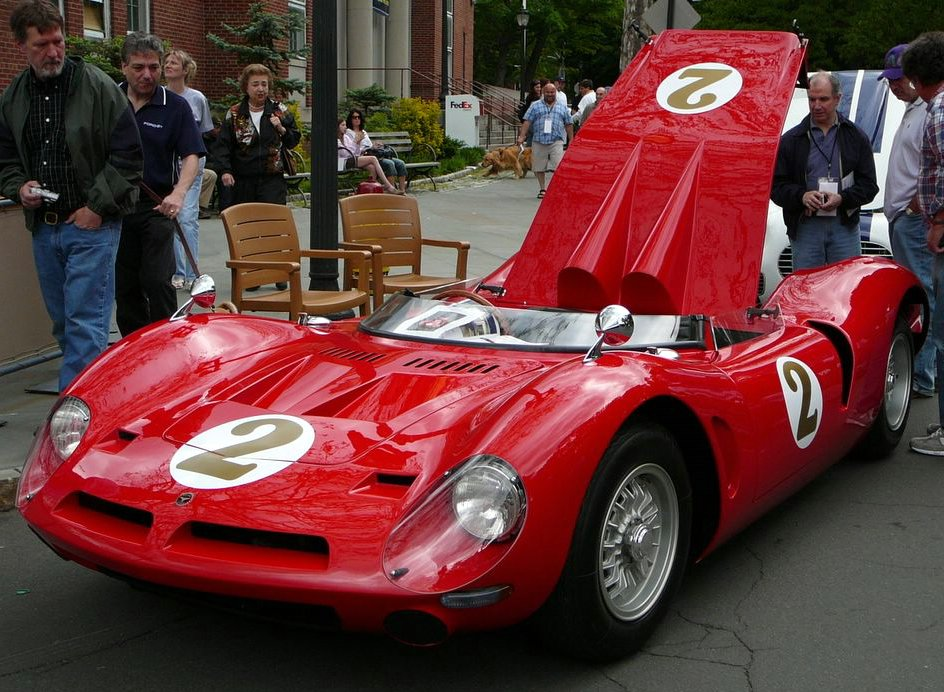
1967 Bizzarrini P538

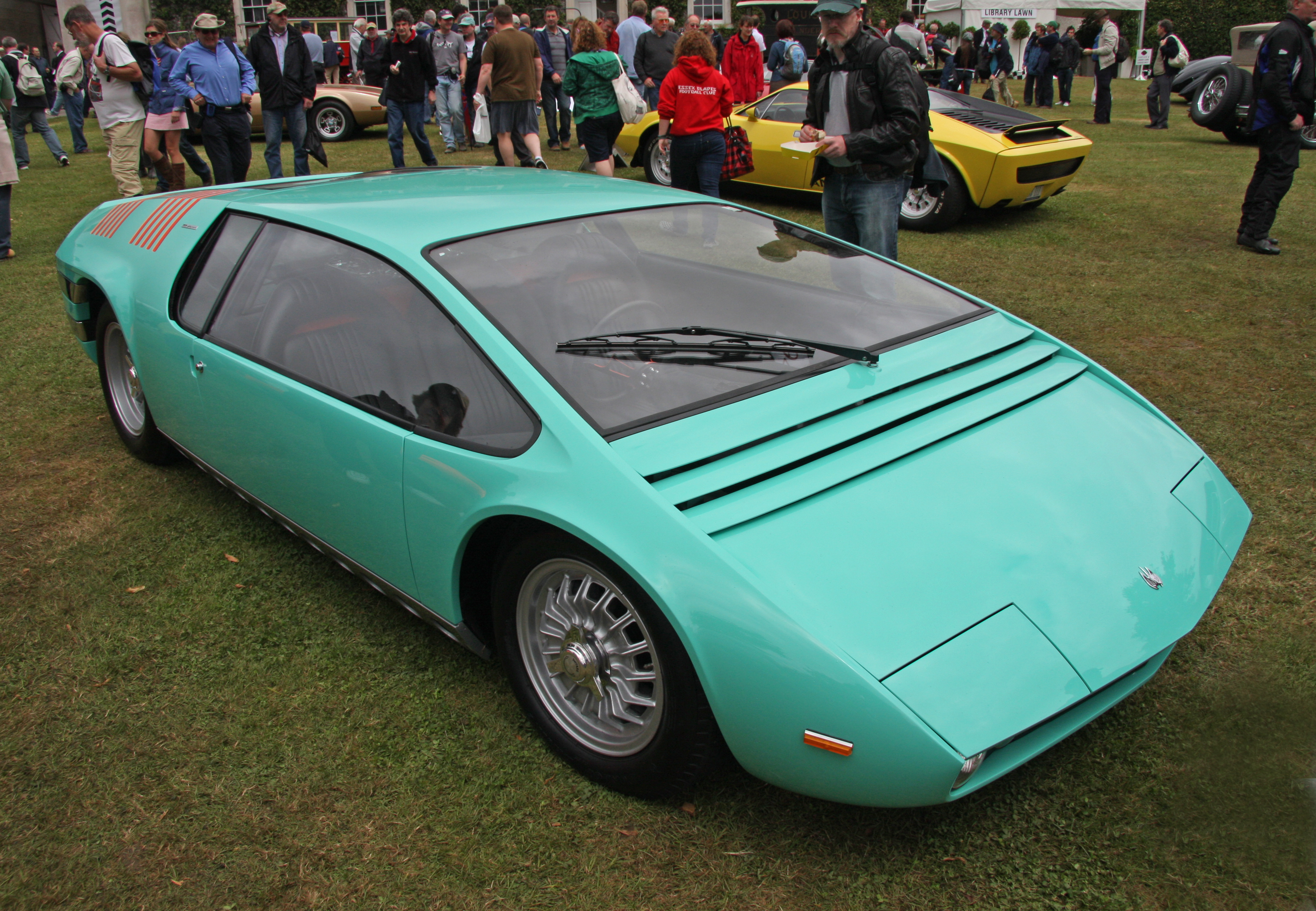
La Bizzarrini Manta, une P538S recarrossée par Giugiaro.

Les idées avancées de Bizzarrini ont émergé de nouveau avec la superbe Bizzarrini P538S, P pour posteriore, 53 pour moteur corvette de 5300 cm³, 8 pour le moteur V8 et S pour Sport. La première voiture V-12 a été commandée par le coureur américain Mike Gammino.
Cette très basse barchetta courut en 1966 au Mans (DNF) et était alignée en 67 mais ne démarra pas (DNQ). En 1966, après une rotation à la ligne de départ, elle dura moins d'une demi-heure et abandonna pour un tuyau d'huile  fêlé. Pendant la courte durée de sa course, la P538 a été l'une des voitures les plus rapides dans la ligne droite des Hunaudières.
En 1968, Giugiaro recarossa l'une des P538 pour en faire la célèbre Bizzarrini Manta. Après quelques années en Suède, elle fut démontée pour d'importants travaux de restauration. Exposée ensuite dans divers événements classiques, elle est maintenant aux États-Unis.

## Après Bizzarrini S.p.A

### P538S
Officiellement, trois ou quatre châssis ont été construits et destinés à la course aux États-Unis et aux Mans, pilotés par Mike Gammino. Aujourd'hui, pas moins d'une dizaine (ou plus) de châssis sont répertoriés, certains étant des faux prétendant être la vraie voiture ayant couru au Mans. Au moins deux de ces répliques sont équipés de moteurs Lamborghini V12. Ces voitures V12 ont véritablement été le rêve tant attendu par Bizzarrini: son propre moteur et son propre châssis.

### BZ-2001
En 1990, Bizzarrini s'est impliqué dans la conception d'un modèle de supercar. Basée sur des pièces de la Ferrari Testarossa, Bizzarrini et son équipe ont conçu une superbe voiture, la Bizzarrini BZ-2001. Le design de la voiture est inspiré à la Bizzarrini 5300 GT Spyder mais la Bizzarrini BZ-2001 est aussi considérée comme le vrai successeur de la Bizzarrini P538. La carrosserie de la voiture est entièrement en fibre de carbone (comme la Ferrari Mythos de la même époque). Le coût de fabrication de la BZ-2001 a été d’environ 3 millions USD, un montant astronomique pour l’époque. La voiture devait être la première d'une petite production supposée, mais elle est restée la seule construite au monde. La performance 0-60 mph (96 km/h) de la voiture était notable pour le début des années 90, encore mieux que la Ferrari F40.
La voiture a participe’ à plusieurs concours et expositions dans le monde et a gagné de nombreux prix.
Avec sa beauté et sa rareté la voiture est devenue bientôt un objet spécial de collection. Dans le 2021 la voiture a été vendue à un collectionneur suisse par un renommé professionnel et spécialiste de la marque Bizzarrini.

### Picchio Barchetta
En 1989, un groupe de jeunes amis qui vivant à Ascoli Piceno passionnés par le sport automobile, a eu l'idée de créer une entreprise construction de "copies" des voitures fabriquées dans le passé par Giotto Bizzarrini. Lors de leur première rencontre, le génie du moteur Toscan exprima une sorte d'animosité à l'égard de cette idée; il a refusé de soutenir le projet et il rejeta le groupe d'amis. Néanmoins, leur motivation était si forte que, après un court exposé d'environ une demi-heure, ils ont présenté une alternative: construire une voiture de sport. Le résultat a été la Picchio Barchetta, alimentée par des moteurs BMW. Les voitures ont couru au Championnat de course de côte Italien et au Championnat de Sport Italien.

### Kjara

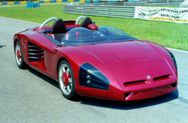
1998 Bizzarrini Kjara

Le projet Kjara est né en 1998. La Scuderia Bizzarrini construit cette barquette de sport en étroite collaboration avec Leone Martellucci de l'université La Sapienza de Rome. La voiture est propulsée par une motorisation hybride parallèle avec un moteur TurboDiesel Lancia de 2,5 litres et un moteur de 40 kW (54 hp) CA de voiture électrique; il a été exposé au salon de l'Auto de Turin en 2000.

## Bizzarrini au début des années 2000
Giotto Bizzarrini était toujours occupé par des projets personnels et des conférences.
En 2005 au salon de Genève, le nouveau propriétaire de la marque Bizzarrini a dévoilé la nouvelle GT Strada 4.1 concept, une GT deux-portes avec un moteur de 4,1 litres délivrant 550 cv (410 kW) pouvant atteindre 360 km/h, 0 à 100 km/h en 3,8 secondes, dont la production était prévue en 2007.
En 2008, Giotto Bizzarrini travaille à Livourne, construisant des répliques de la P538 pour des clients Américains.
Par ailleurs, il est occupé par l'enseignement et la collaboration avec l'université de Rome, développant des projets avancés tout concevant et construisant des concept-cars. Il dit souvent : "je ne suis pas un rêveur, je suis un travailleur".
Le 23 octobre 2012, à l'occasion de l'inauguration du nouveau campus du Design de l'université de Florence à Calenzano, le professeur Giotto Bizzarrini a reçu le titre de docteur honoris causa en design industriel.
Il décède le 13 mai 2023 à Cecina, non loin de Livourne.

## Les Concept-cars
- Bizzarrini Livourne p538 Barchetta (2008)
- Bizzarrini Veleno (2012)
- Bizzarrini Giotto (2023)[5]